# Eleanor Ileen Johnson
Eleanor Ileen Johnson Shuman (23 de agosto de 1910 – 14 de fevereiro de 1996) foi uma das últimas sobreviventes remanescentes do naufrágio do RMS Titanic em 15 de abril de 1912.

## A bordo doTitanic
Eleanor, então com 19 meses de idade, embarcou no Titanic juntamente com sua mãe e irmão Harold como passageiros da terceira classe em 10 de abril de 1912 em Southampton, Inglaterra. Eles compartilharam uma cabine com Elin Braf e Helmina Nilsson.
Pouco depois do navio ter atingido o iceberg às 23:40 de 14 de abril, Alice e uma companheira de cabine foram ao convés e chutaram alguns pedaços de gelo que tinham caído do iceberg até que um oficial pediu que voltassem para sua cabine pois o navio retornaria sua viagem em breve. Não muito depois, um tripulante que tinha os servido na sala de jantar e gostou deles, bateu na porta de sua cabine e com um grupo de suecos os conduziu até o convés dos botes até provavelmente o Bote 13 ou Bote 15.  Alice foi ajudada a entrar no bote com Eleanor em seus braços e chamou por Braf para que entrasse com Harold. Braf permaneceu congelada no convés, então um tripulante pegou Harold de seus braços e o lançou para dentro do bote, deixando Braf para trás, apesar dos apelos de Alice. Ela pereceria no naufrágio, embora Nilsson tenha escapado do navio, provavelmente no bote 13.
Alice e as crianças foram resgatadas pelo RMS Carpathia e chegaram em Nova Iorque em 18 de abril.
Eleanor admitiu que lembrava muito pouco sobre a noite do desastre, mas insistia que lembrava dos gritos dos passageiros e a visão das mãos alcançando-a de um barco salva-vidas abaixo.
Em 1958, Eleanor e Harold foram na estreia em Nova Iorque do filme A Night to Remember.

## Depois do desastre e morte
Em 1994, Eleanor visitou seu filho na Flórida, e foi a primeira vez que ela via o Oceano Atlântico desde 1912.
Até seus 80 anos de idade, Eleanor permaneceu presente em atividades relacionadas ao Titanic. Em agosto de 1996, ela se juntou a outros sobreviventes do Titanic, Michel Navratil e Edith Brown em uma expedição ao local dos destroços do navio. Ela foi a única sobrevivente que o diretor James Cameron encontrou enquanto filmava Titanic, e lhe deu tratamento especial. Ela assistiu ao filme três vezes incluindo uma exibição especial com os críticos de cinema Gene Siskel e Roger Ebert. Ela se tornou uma celebridade instantânea após o lançamento do filme e teve que trocar seu número de telefone para um número não listado após receber ligações todos os dias de pessoas esperançosas de conversar com ela. Ela morreu em Elgin aos 87 anos de idade. Com sua morte, restaram apenas cinco sobreviventes restantes do Titanic.